# Tala-Mungongo
Tala-Mungongo – miasto w Angoli, w prowincji Malanje.